# Ingrad
Ingrad est une entreprise russe spécialisée dans la construction de complexes résidentiels de confort et de classe affaires à Moscou et dans sa banlieue.

## Historique
La société Opin fusionne avec la société par actions Ingrad en 2017. Le capital de la société après fusion s'élevait à 41,2 milliards de roubles